# Leucophaeus
Leucophaeus és un dels gèneres d'aus de la família dels làrids (Laridae), a l'ordre dels caradriformes (Charadriiformes). Aquest és un dels gèneres que es van crear arran del desmembrament del gènere Larus com a conseqüència dels avances en els estudis genètics de la primera dècada del segle xxi.
Són gavines de mitjana grandària restringides al Nou Món. Generalment tenen un plomatge més o menys fosc amb semicercles blancs per sobre i sota dels ulls.

## Taxonomia
Segons la classificació del Congrés Ornitològic Internacional (versió 2.4, 2010) aquest gènere està format per cinc espècies:
- Gavina capnegra americana (Leucophaeus atricilla).
- Gavina de Franklin (Leucophaeus pipixcan).
- Gavina de lava (Leucophaeus fuliginosus).
- Gavina de Magallanes (Leucophaeus scoresbii).
- Gavina grisa (Leucophaeus modestus).